# Parkersburg, Virginia de Vest
Parkersburg este un oraș și reședința comitatului Wood din statul federal american Virginia de Vest.

## Clima
| Date climatice pentru Parkersburg, West Virginia | Date climatice pentru Parkersburg, West Virginia | Date climatice pentru Parkersburg, West Virginia | Date climatice pentru Parkersburg, West Virginia | Date climatice pentru Parkersburg, West Virginia | Date climatice pentru Parkersburg, West Virginia | Date climatice pentru Parkersburg, West Virginia | Date climatice pentru Parkersburg, West Virginia | Date climatice pentru Parkersburg, West Virginia | Date climatice pentru Parkersburg, West Virginia | Date climatice pentru Parkersburg, West Virginia | Date climatice pentru Parkersburg, West Virginia | Date climatice pentru Parkersburg, West Virginia | Date climatice pentru Parkersburg, West Virginia |
| Luna                                             | Ian                                              | Feb                                              | Mar                                              | Apr                                              | Mai                                              | Iun                                              | Iul                                              | Aug                                              | Sep                                              | Oct                                              | Nov                                              | Dec                                              | Anual                                            |
| ------------------------------------------------ | ------------------------------------------------ | ------------------------------------------------ | ------------------------------------------------ | ------------------------------------------------ | ------------------------------------------------ | ------------------------------------------------ | ------------------------------------------------ | ------------------------------------------------ | ------------------------------------------------ | ------------------------------------------------ | ------------------------------------------------ | ------------------------------------------------ | ------------------------------------------------ |
| Maxima istorică °F (°C)                          | 76 (24)                                          | 74 (23)                                          | 86 (30)                                          | 91 (33)                                          | 94 (34)                                          | 97 (36)                                          | 101 (38)                                         | 99 (37)                                          | 102 (39)                                         | 90 (32)                                          | 80 (27)                                          | 77 (25)                                          | 102 (39)                                         |
| Maxima medie °F (°C)                             | 40.4 (4,7)                                       | 44.3 (6,8)                                       | 54.1 (12,3)                                      | 66.5 (19,2)                                      | 75.3 (24,1)                                      | 83.7 (28,7)                                      | 86.9 (30,5)                                      | 86.2 (30,1)                                      | 79.4 (26,3)                                      | 67.4 (19,7)                                      | 55.8 (13,2)                                      | 44.0 (6,7)                                       | 65,4 (18,6)                                      |
| Minima medie °F (°C)                             | 23.8 (−4.6)                                      | 25.3 (−3.7)                                      | 32.2 (0,1)                                       | 41.8 (5,4)                                       | 51.6 (10,9)                                      | 61.0 (16,1)                                      | 65.5 (18,6)                                      | 63.8 (17,7)                                      | 56.1 (13,4)                                      | 44.0 (6,7)                                       | 35.7 (2,1)                                       | 27.6 (−2.4)                                      | 44,1 (6,7)                                       |
| Minima istorică °F (°C)                          | −14 (−26)                                        | −10 (−23)                                        | 1 (−17)                                          | 19 (−7)                                          | 29 (−2)                                          | 36 (2)                                           | 49 (9)                                           | 42 (6)                                           | 35 (2)                                           | 21 (−6)                                          | 8 (−13)                                          | −2 (−19)                                         | −14 (−26)                                        |
| Precipitații inches (mm)                         | 3.1 (79)                                         | 2.7 (69)                                         | 3.8 (97)                                         | 3.4 (86)                                         | 4.5 (114)                                        | 4.2 (107)                                        | 4.9 (124)                                        | 3.5 (89)                                         | 3.1 (79)                                         | 2.8 (71)                                         | 3.1 (79)                                         | 3.1 (79)                                         | 42,1 (1.069)                                     |
| Zăpadă inches (cm)                               | 5.3 (13.5)                                       | 3.1 (7.9)                                        | 0.5 (1.3)                                        | 0.8 (2)                                          | 0.0 (0)                                          | 0.0 (0)                                          | 0.0 (0)                                          | 0.0 (0)                                          | 0.0 (0)                                          | 0.0 (0)                                          | 0.2 (0.5)                                        | 1.4 (3.6)                                        | 11,3 (28,7)                                      |
| Nr. de zile cu precipitații (≥ 0.01 in)          | 12.0                                             | 10.3                                             | 12.2                                             | 12.3                                             | 13.0                                             | 10.8                                             | 11.0                                             | 9.3                                              | 9.0                                              | 9.2                                              | 11.1                                             | 12.3                                             | 132,5                                            |
| Nr. mediu de zile cu ninsoare (≥ 0.1 in)         | 3.0                                              | 1.7                                              | 0.6                                              | 0.1                                              | 0.0                                              | 0.0                                              | 0.0                                              | 0.0                                              | 0.0                                              | 0.0                                              | 0.1                                              | 1.5                                              | 7,0                                              |
| Ore însorite                                     | 115.5                                            | 131.0                                            | 182.3                                            | 208.1                                            | 248.0                                            | 257.3                                            | 255.0                                            | 245.2                                            | 212.5                                            | 193.9                                            | 117.1                                            | 93.4                                             | 2.259,3                                          |
| Sursa nr. 1: Weatherbase                         |                                                  |                                                  |                                                  |                                                  |                                                  |                                                  |                                                  |                                                  |                                                  |                                                  |                                                  |                                                  |                                                  |
| Sursa nr. 2: NOAA (sun 1961–1990)                |                                                  |                                                  |                                                  |                                                  |                                                  |                                                  |                                                  |                                                  |                                                  |                                                  |                                                  |                                                  |                                                  |